# Matthias Hoppe
Matthias Hoppe (* 17. Dezember 1958 in Aschaffenburg) ist ein ehemaliger deutscher Eishockeytorwart, der in der höchsten deutschen Spielklasse für den EV Füssen, den Berliner SC und die Schwenninger Wild Wings spielte. Außerdem bestritt er 25 Spiele für die deutsche Eishockeynationalmannschaft.

## Karriere
Matthias Hoppe stand bis 1977 im Nachwuchsbereich des EV Füssen und der Juniorennationalmannschaft auf dem Eis. Nachdem der Torhüter in der Saison 1976/77 für die Allgäuer sein Bundesligadebüt gegeben hatte, wechselte er zur Folgesaison in die 2. Bundesliga zum Mannheimer ERC, mit dem ihm der Aufstieg in die 1. Bundesliga gelang. Anschließend ging er im Wechsel für Erich Weishaupt für drei Spielzeiten zum deutschen Eishockeyrekordmeister Berliner SC.
Anschließend wechselte er in den Schwarzwald zum Schwenninger ERC, für den er zwischen 1982 und 1999 insgesamt 17 Spielzeiten zwischen den Pfosten stand. In dieser Zeit bestritt er auch 25 Spiele für die deutsche Eishockeynationalmannschaft und wurde für die Weltmeisterschaft 1989 berufen, wo er allerdings ohne WM-Einsatz blieb. Nach 20 Jahren und 960 Spielen in der höchsten deutschen Spielklasse (1. Bundesliga und DEL) beendete Hoppe seine aktive Laufbahn nach der Saison 1998/99 und widmete sich seinem Textildruck-Unternehmen.
Im Jahr 2004 gab der 45-jährige Torhüter in der 2. Bundesliga ein Comeback im Tor der Wild Wings, als er auf Anfrage des damaligen Trainers Mike Bullard noch einige Spiele für die Schwäne bestritt.

## Erfolge und Auszeichnungen
- 1978 Aufstieg in die 1. Bundesliga mit dem Mannheimer ERC
- Wurde in die Hockey Hall of Fame Deutschland aufgenommen.
- Hoppes Rückennummer #27 wurde von den Schwenninger Wild Wings gesperrt und intern an keinen Spieler mehr vergeben (Ausnahme war sein Sohn Fabian Hoppe, als er in der Saison 2009/10 ein paar Spiele für die SERC mit der Rückennummer seines Vaters spielte).